# Словењ Градец
Словењ Градец (словен. Slovenj Gradec) је један од важнијих градова у Словенији и најважније насеље Корушке регије, тј. дела Корушке који је припао Словенији. Словењ Градец је и управно средиште истоимене општине Словењ Градец.

## Природни услови
Рељеф: Словењ Градец се налази у северном делу Словеније, у средињем делу покрајине словеначке Корушке. Град се налази 50 км западно од Марибора, првoг већег града. Положај града је у долини реке Мислиње. Источно од града издиже се планина Похорје, а западно Караванке.
Клима: У граду влада умерено континентална клима.
Воде: Кроз Словењ Градец протиче река Мислиња у средњем делу свог тока.

## Историја
Насеље на месту данашњег града први пут се јавило у 11. веку, да би исто насеље под данашњим називом 1267. године добило права града. Насеље и његово ближе окружење већ у средњем веку су насељени Немцима, па се ово подручје све до 1918. године сматрало енклавом немачких говорника у подручју које је претежно говорило словеначки. Према попису из 1880. године, око 75% становништва је говорило немачки, а 25% словеначки. Након краја Првог светског рата већина локалних Немаца је отишла у Аустрију, а преостали су то урадили под принудом после 1945. г.
У граду је године 1860. рођен композитор Хуго Волф, а његово родно место је данас музичка школа. Остале важне грађевине близу тог места су жупна црква на главном тргу, направљена као готичка капела с фрескама из средине 15. века. Године 2003. археолошка ископавања су открила рушевине најстарије цркве у Корушкој, која датира из каролиншког раздобља.